# Mahendra Cave

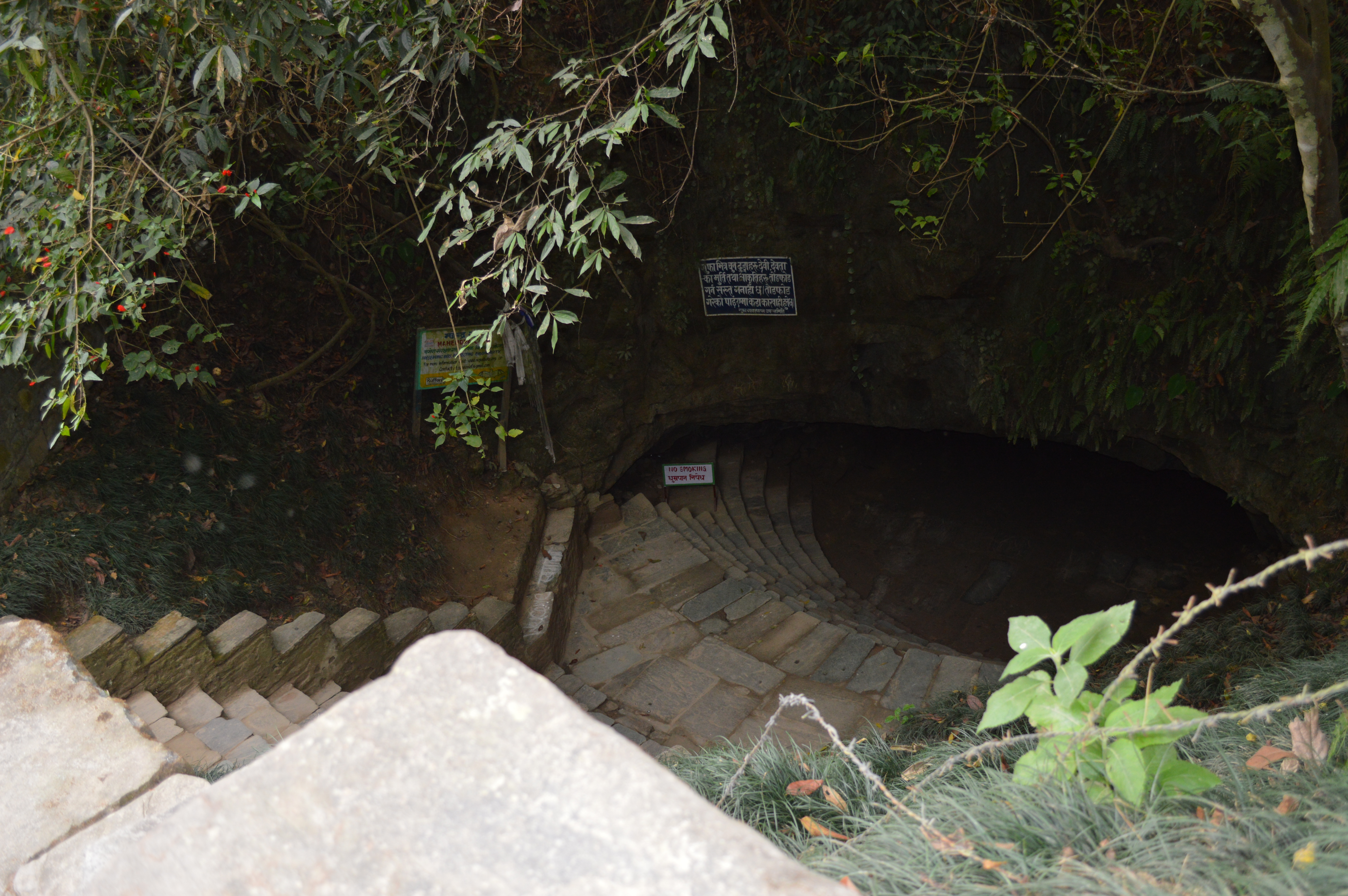
Eingang zur Höhle, März 2013

Die Mahendra Cave (Nepali महेन्द्र गुफा) gehört zu einem weitverzweigten Höhlensystem, das sich nördlich von Pokhara in Nepal befindet.

## Beschreibung

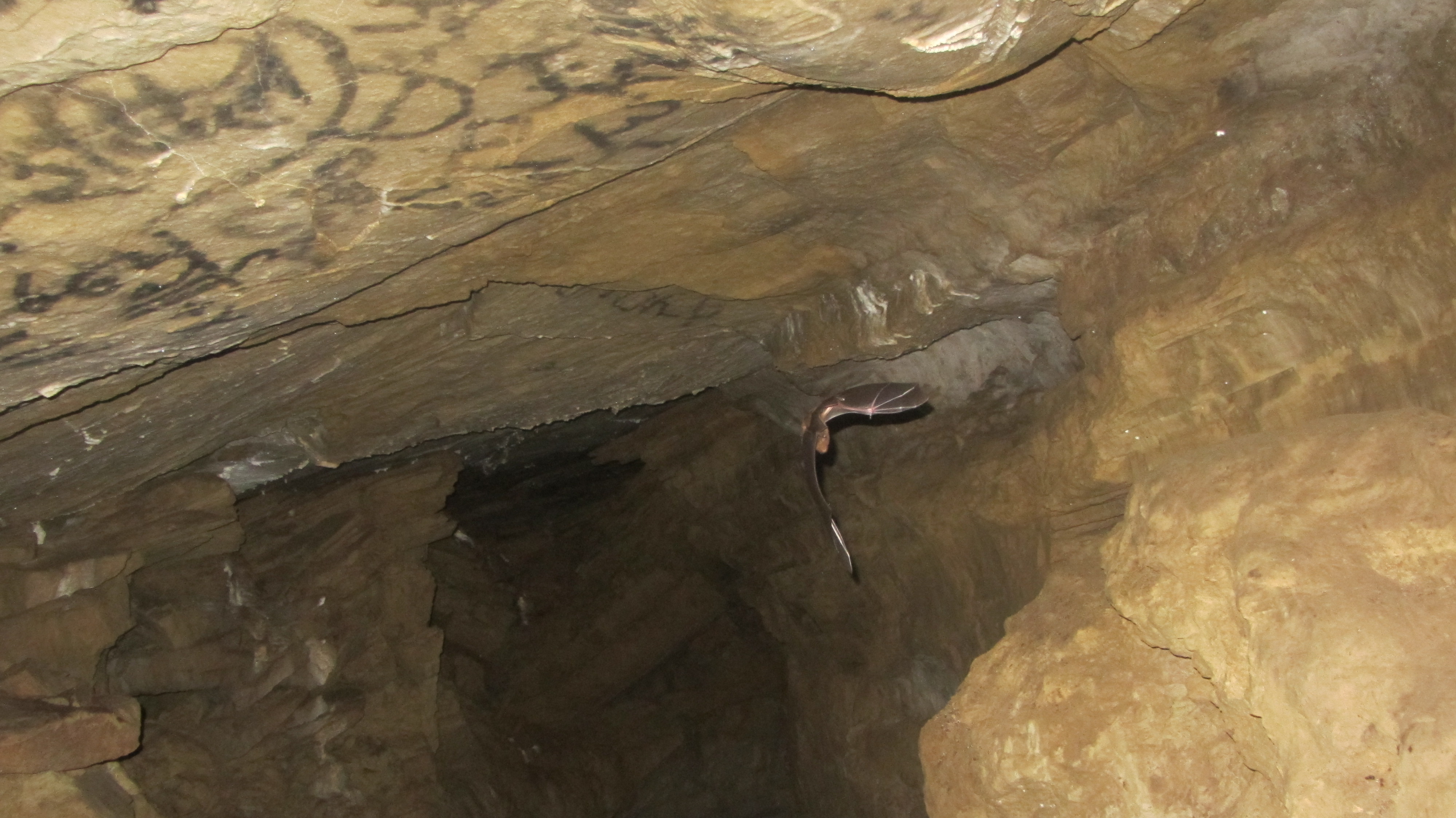
Fliegende Fledermaus in der Mahendra Cave, Mai 2016

Die Karsthöhle liegt im Kalksteinmassiv des nördlichen Tales der Seti Gandaki in dem Abstieg ihres linken Zuflusses, des Kali Rivers, auf etwa 900 m Höhe. Von Pokhara liegt sie etwa zwei Stunden Fußweg entfernt.
Die Höhle ist bisher auf einer Gesamtlänge von 242 Metern erschlossen und erstreckt sich über eine Höhendifferenz von 15 Metern. In unmittelbarer Nähe befinden sich weitere Höhlen, die Kumari Cave und die Bat Cave.
Es ist immer nass in der Höhle, und das von der Decke tropfende Wasser bildet Tropfsteine. Fledermäuse, Spinnen, Flechten, Moose und Olme haben sich angesiedelt.

## Geschichte

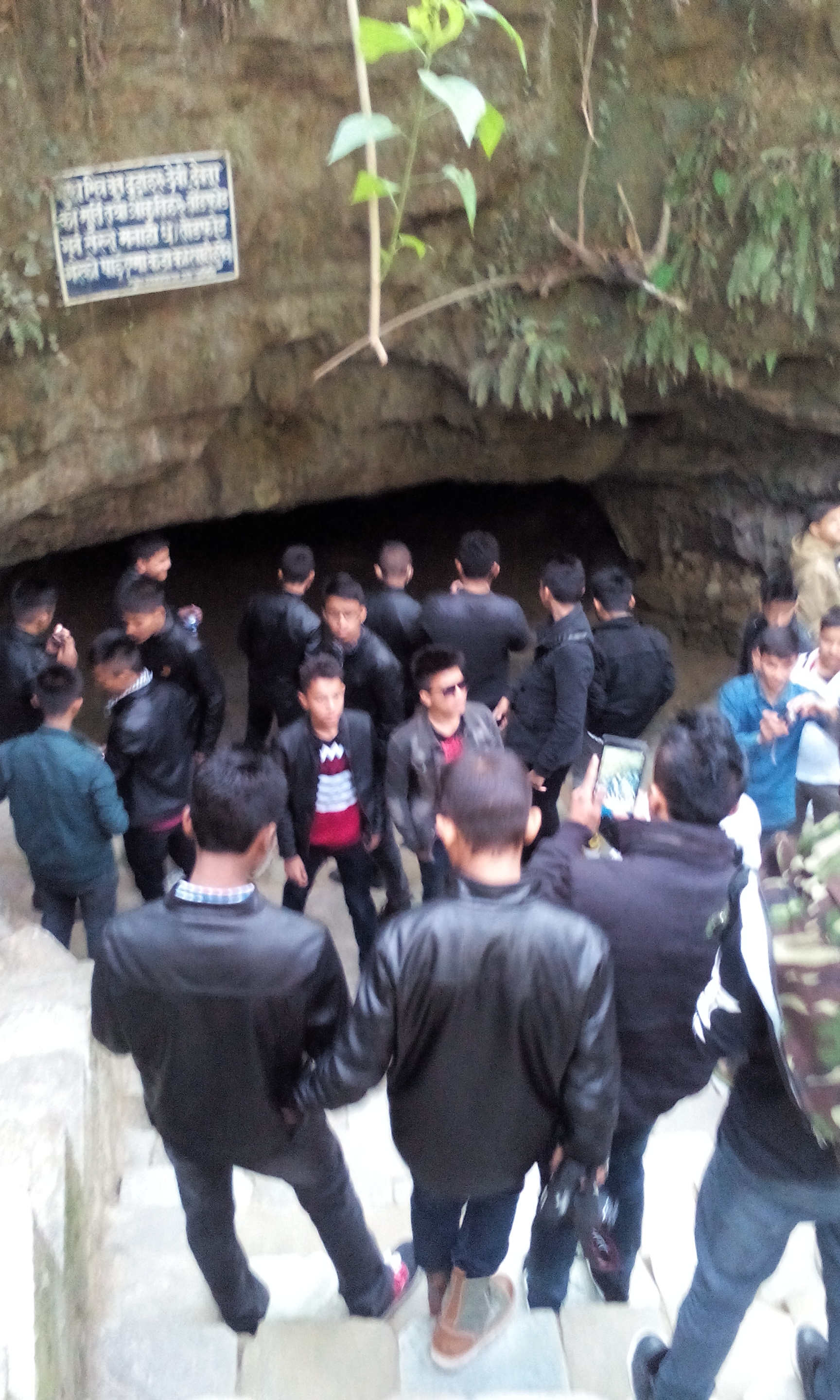
Besichtigungsgruppe, 2015

Die Höhle wurde in den 1950er Jahren von einem Hirten entdeckt und wird seitdem touristisch genutzt. Sie war die erste und über Jahrzehnte hinweg einzige Schauhöhle in Nepal. Durch diese Nutzung wurde sie im Laufe der Zeit intensiv wirtschaftlich ausgebeutet. Souvenirjäger haben sie eines Großteils ihres über Jahrtausende hinweg gewachsenen Sinterschmucks, insbesondere der Stalaktiten, und damit ihrer größten Attraktion beraubt. Verblieben sind nur einige Stalagmiten, die von den indischen Pilgern mit dem zinnoberroten Tikkapulver bestreut werden, da sie im traditionellen Glauben als Phallussymbole gelten.

## Heute
Viele tausend Besucher zieht es jährlich zu der Höhle, die nach König Mahendra Bir Bikram Shah Dev benannt wurde. Es gibt jetzt elektrisches Licht für die Gäste und eine aus dem anstehenden Fels gehauene Treppe für den Zugang. Ein Bus fährt Besucher in zehn Minuten Fahrzeit regelmäßig dorthin. Der Eintritt kostet 20 bis 100 Nepalesische Rupien.